# Smereczne
Smereczne (w latach 1977–1981 Świerkowa) – niezamieszkana wieś łemkowska w Polsce położona w województwie podkarpackim, w powiecie krośnieńskim, w gminie Dukla. Leży w dolinie potoku Wadernik.

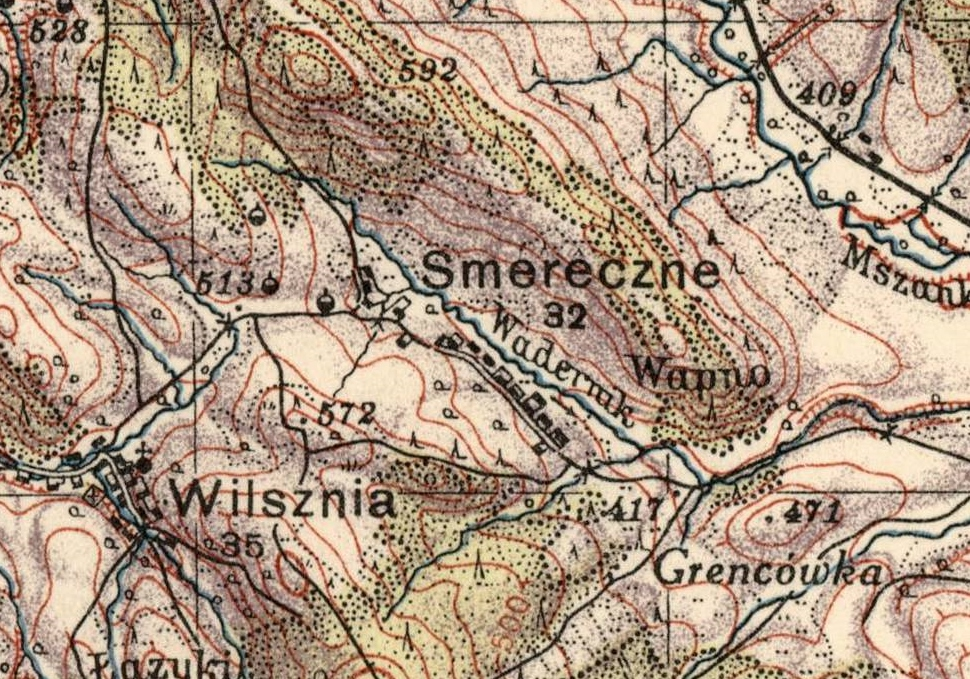
Wieś na mapie Wojskowego Instytutu Geograficznego w skali 1:100 000 z 1938 roku

## Historia
W 1592 r. miejscowość posiadali Męcińscy, którzy dziedziczyli ją do końca XIX w. W 1889 roku wieś liczyła 158 mieszkańców (36 domostw): 148 grekokatolików, 8 Żydów, 2 rzymskich katolików[2].
Pod koniec XIX w. i w pierwszych dekadach XX sporo mieszkańców Smerecznego emigrowało za pracą i zarobkiem, głównie do USA.
Mieszkańcy wsi przeszli na prawosławie w konsekwencji Schizmy Tylawskiej i przyłączyli się do budowy cerkwi prawosławnej w sąsiedniej Wilszni, którą oddano do użytku tuż przed wybuchem II wojny światowej.
W 1936 r. mieszkańcy wybudowali pierwszą (i jedyną) szkołę w historii wsi. W 1940 r. wieś liczyła 37 gospodarstw. W czasie II wojny światowej, w 1943 r. Niemcy siłami mieszkańców Smerecznego i okolicznych wsi ukończyli budowę we wsi niemieckiej strażnicy granicznej, zwanej „kasarnią”. Do regulacji płynącego obok potoku wykorzystali kamienne macewy z kirkutu w Dukli. Obecnie część z nich można obejrzeć w muzeum w Zyndranowej. Przed wojną w górnej części wsi istniały szyby naftowe.
Latem 1944 r. oddział partyzancki Armii Krajowej OP-15 Iwo z Iwonicza pod dow. Antoniego Penara w ramach akcji Taśma dokonał tu ataku na „kasarnię”, która „na dwóch przeciwległych rogach budynku (po przekątnej) miała bunkry obronne z grubego kamienia, wyposażone w karabiny maszynowe i szczeliny strzelnicze. Betonowe bunkry zostały tak skonstruowane, że pozwalały prowadzić ostrzał dookoła kasarni”.
We wrześniu 1944 r. wskutek walk frontowych bitwy o Przełęcz Dukielską większość chałup we wsi spłonęła, mieszkańcy ją opuścili i nigdy do niej nie wrócili – także za sprawą wysiedleń Łemków w ramach akcji „Wisła” w roku 1947 i następnych.
Po II wojnie światowej grunty doliny Smerecznego użytkował kombinat rolniczy „Iglopol”, potem przeszły w ręce prywatne. Po dawnej wsi zachowały się do dziś widoczne: krzyż kamienny z końca XIX w., resztki niemieckiej strażnicy oraz wyrobiska po szybach naftowych.
Urodzony i żyjący w Smerecznem do 1944 r. Aleksander Chudyk (ps. Leszek Hrabski) odtworzył w swojej książce Smereczne w Łemkowszczyźnie. Wspomnienia i relacje szczegółową mapę wsi sprzed jej zniszczenia.
Szlaki piesze
- Baranie – Olchowiec – Wilsznia – Smereczne – Tylawa